# Beornred af Mercia
Beornred (oldengelsk: Beornræd) var konge af Mercia i 757. Beornred besteg tronen efter mordet på kong Æthelbald, men han blev dog snart efter besejret af Offa og blev tvunget til at flygte fra landet. Der findes meget lidt bevaret information om ham, og han nævnes kun kort.
Ifølge den Angelsaksiske Krønike står der i 757 "...Æthelbald, konge af Mercia, blev dræbt ved Seckington, og hans lig hviler ved Repton; og han herskerede i 41 år. Og herefter overtog Beornred kongeriget, og havde det korte og ulykkeligt; og det samme år g succeeded to the kingdom, and held it a little while and unhappily; sendte Offa Beornred på flugt, og han overtog kongeriget og han holdt det i 39 år..."